# Palazzo Firenze
Palazzo Firenze si trova a Roma, nella zona di Campo Marzio, nell'omonima piazza di Firenze. Appartenne alla famiglia del Monte, poi ai Medici di Firenze (donde il nome): già sede del Ministero di grazia e giustizia, attualmente ospita la Società Dante Alighieri (dal 1926) e la commissione nazionale italiana UNESCO (dal 1950).

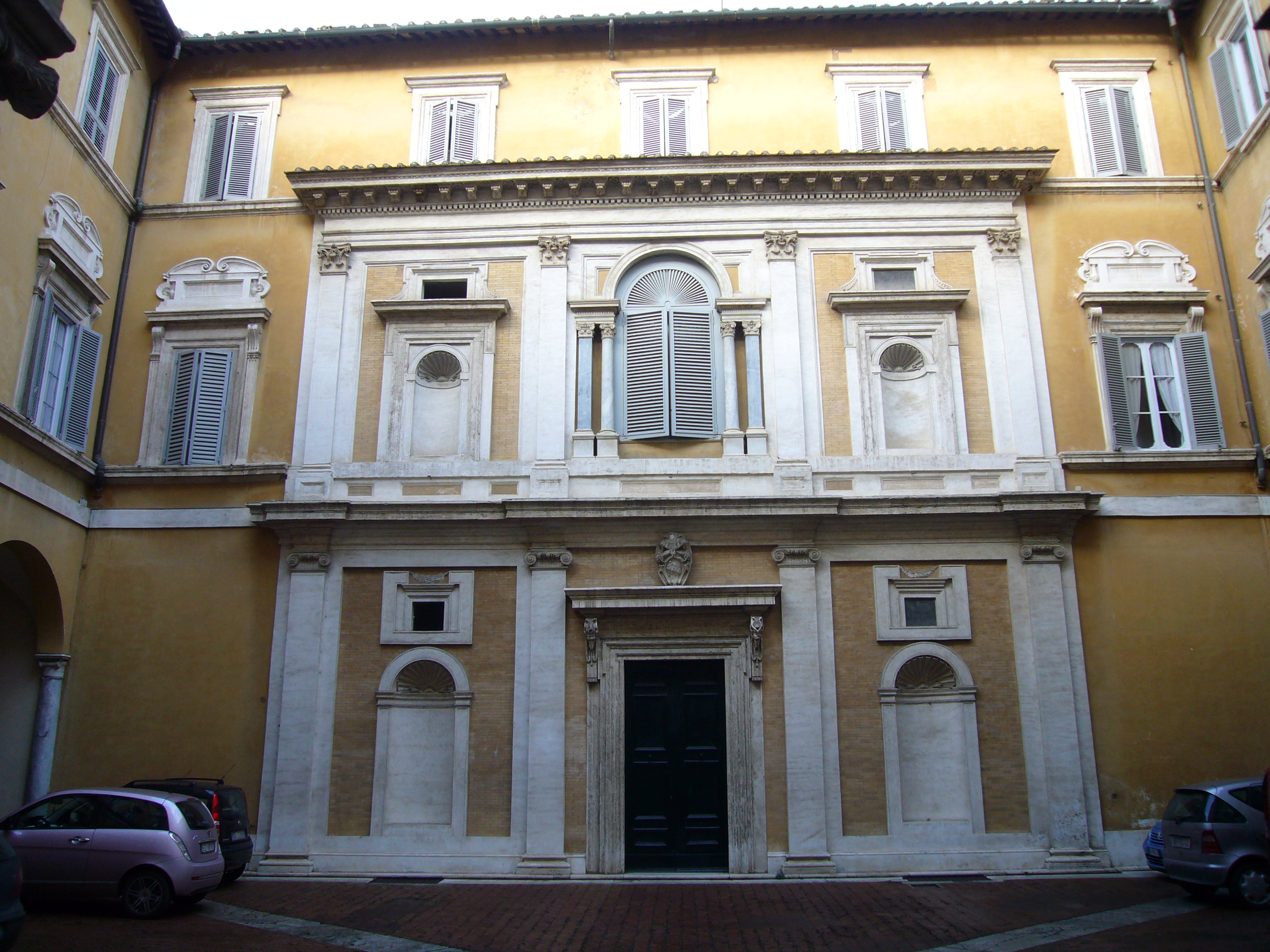
il cortile

## Le origini
In vista del Giubileo del 1550, papa Paolo III avviò un grandioso piano di rinnovamento del quartiere di Campo Marzio, in stato di abbandono sin dalla caduta dell'Impero romano d'Occidente: l'elemento più qualificante del progetto consisteva nell'apertura della via Trinitatis (le attuali vie dei Condotti e della Fontanella di Borghese), per collegare la zona del Pincio al porto di Ripetta.
Morto il Farnese nel 1549, l'opera fu proseguita dal suo successore, Giulio III del Monte. Approfittando dell'imminente sviluppo dell'area, tra il 1550 e il 1552 il nuovo pontefice fece acquistare per i suoi familiari (Balduino, Innocenzo e Fabiano) diversi palazzi di Campo Marzio (che, nelle intenzioni di papa Giulio, avrebbero dovuto essere trasformate in un'unica grande residenza).

## L'intervento dell'Ammannati
Il primo edificio di cui i del Monte entrarono in possesso fu la casa dell'imolese Jacopo Cardelli, che aveva ricoperto importanti cariche in curia sotto il pontificato di Leone X.
Tra le altre proprietà che i del Monte acquistarono dal Cardelli doveva esserci anche un terreno prospiciente la Via Trinitatis: è probabile che Giulio III, non potendo permettersi un palazzo sontuoso come quello dei Farnese, cercasse di collegare due edifici distinti attraverso un giardino porticato per formare un'unica sontuosa residenza.
Per trasformare l'abitazione in un vero palazzo rinascimentale, venne chiamato l'architetto toscano Bartolomeo Ammannati, che aveva già lavorato per la decorazione della villa e della cappella della famiglia del pontefice in San Pietro in Montorio: per ovviare all'irregolarità del sito del palazzo e della piazza su cui si affacciava, Ammannati rinunciò a fissare un punto di vista centrale, che avrebbe impedito di ammirare l'intera facciata, ma fissò un punto di vista che regolarizzava illusoriamente il fronte dell'edificio; nonostante la pianta trapezoidale del palazzo, riuscì a creare anche delle sale interne piuttosto regolari.
Le aggiunte e gli interventi di restauro ottocenteschi hanno però radicalmente alterato quanto progettato dall'architetto e rendono difficile ricostruirne l'aspetto originale.

## Gli affreschi di Prospero Fontana
La decorazione pittorica delle sale del palazzo era tradizionalmente attribuita al Primaticcio o a Federico Zuccari, ma i del Monte, in realtà, si rivolsero al bolognese Prospero Fontana, che realizzò gli affreschi per tre ambienti dell'edificio: la loggia del pianterreno (già detta del Primaticcio), il Camerino dei Continenti e la Sala del Granduca.
Particolarmente interessante la loggia del Primaticcio. I nove riquadri maggiori della volta sono decorati con scene tratte dalla mitologia e dalla storia antica: non formano un ciclo unitario, ma alludono, in vario modo, ai proprietari. Alcune immagini (Giove allattato dalla capra Amaltea, la Contesa delle Pieridi) sono ambientate su un monte (richiamo al cognome di Giulio III), altre costituivano lo stemma personale (impresa) di alcuni membri della famiglia (l'immagine di Ercole al bivio compariva sullo stemma di Balduino).

## I Medici
Dopo la morte di Giulio III e la caduta in disgrazia dei suoi eredi, il palazzo venne confiscato da Pio IV e il granduca Cosimo I, tra il 1561 e il 1562, si adoperò per acquistare l'edificio: su questa abitazione dovevano poter contare i figli cardinali (prima Giovanni, poi Ferdinando).
Ferdinando fece ornare da Jacopo Zucchi i soffitti della stanza degli Elementi e di quella delle Stagioni. Due ambienti di piccole dimensioni, probabilmente studioli. La decorazione della prima sala ruota attorno alla scena della separazione degli elementi dal Caos da parte di Demogorgone; a tema allegorico-mitologico anche la decorazione della seconda stanza. Dal palazzo potrebbero provenire anche le nove tele da soffitto dello Zucchi fatte trasferire a Firenze da Ferdinando, ormai divenuto granduca, per ornare la sala delle Carte Geografiche degli Uffizi. Per i lavori del cortile interno vi fu l'intervento del Vignola.
Resesi disponibili altre residenze (Palazzo Madama, Villa Medici), il cardinale Ferdinando abbandonò Palazzo Firenze, edificio che aveva sempre considerato inadeguato e insufficiente a ospitare una corte: nel 1587 il palazzo divenne sede dell'ambasciatore fiorentino a Roma.

## Dopo l'Unità d'Italia
Dopo l'annessione di Roma al Regno d'Italia, si pensò di fare di Palazzo Firenze la sede del Ministero dell'interno, ma Giovanni Lanza lo ritenne troppo piccolo per lo scopo; nel 1872 divenne pertanto sede del Ministero di grazia e giustizia, poi sede dell'Avvocatura dello Stato.
Dal 1926 vi ha sede la Società Dante Alighieri.